# Висар Имери
Висар Имери (алб. Visar Ymeri; Витина, 11. октобар 1973) албански је активиста, аналитичар и политичар са Косова и Метохије. Био је потпредседник Социјалдемократске партије Косова и председник Самоопредељења.

## Биографија
Један је од оснивача Самоопредељења, највеће странке у Републици Косово. Године 2010. изабран је за народног посланика, када је био председник посланичке групе Самоопредељења у Скупштини Републике Косово. Такође је био члан скупштинског одбора за економски развој, инфраструктуру, трговину и индустрију.
Дана 1. марта 2015. изабран за вођу Самоопредељења на састанку Генералног савета, освојивши 97,42% гласова.
Дана 2. јануара 2018. поднео је оставку на место вође Самоопредељења, два месеца пре краја овог мандата, након кризе унутар странке.